# سیمون پولئو
سیمون پولئو (انگلیسی: Simone Puleo؛ زادهٔ ۲ نوامبر ۱۹۷۹) بازیکن فوتبال اهل ایتالیا است.
از باشگاه‌هایی که در آن بازی کرده‌است می‌توان به باشگاه فوتبال فوجا، باشگاه فوتبال کروتونه، باشگاه فوتبال مونتسا، باشگاه فوتبال آ.ث. میلان، و باشگاه فوتبال آولینو اشاره کرد.